# اینکرتین

مهارکننده‌های جی‌ال‌پی وان و دی‌دی‌پی فور

اینکرتین‌ها گروهی از هورمون‌های گوارشی هستند که باعث افزایش ترشح انسولین بعد از خوردن، حتی قبل از بالارفتن قند خون می‌شوند. اینکرتین‌ها همچنین باعث کاهش جذب مواد غذایی از طریق کاهش سرعت تخلیه معده می‌شوند، که خود می‌تواند باعث کم‌تر شدن مصرف غذا شود. آن‌ها همچنین ترشح گلوکاگون را مهار می‌کنند. دو اینکراتین شناخته شده، جی‌ال‌پی وان و جیپ می‌باشند. همچنین باعث کاهش جذب گلوکز از راه سلول‌های پوشاننده روده باریک می‌شود.